# Aviation Week & Space Technology
Aviation Week & Space Technology, sovint abreujat a Aviation Week o AW&ST, és la revista insígnia d'Aviation Week Network. Es tracta d'una revista setmanal editada en format imprès i digital. Tracta sobre el sector aeroespacial, de la defensa i de l'aviació i se centra en la tecnologia aeroespacial. És coneguda pels seus contactes en el si de les forces armades dels Estats Units i organitzacions industrials.